# Tryphon foraminatus
Tryphon foraminatus är en stekelart som beskrevs av Henry Keith Townes, Jr. 1950. Tryphon foraminatus ingår i släktet Tryphon och familjen brokparasitsteklar. Inga underarter finns listade i Catalogue of Life.